# Мехия, Эстанислао
Эстанислао Мехи́я Кастро (исп. Estanislao Mejía Castro; 13 ноября 1882, Уэйотлипан, штат Тласкала — 15 июня 1967, Мехико) — мексиканский композитор и музыкальный педагог.
Учился в Национальной консерватории, в том числе у Эдоардо Трукко. Начал музыкальную карьеру в военном оркестре, затем преподавал в Национальной консерватории трубу и сольфеджио. В 1926 г. был президентом Первого национального съезда музыкантов Мексики. Основал школу музыки при Национальном автономном университете и руководил ею в течение нескольких лет (здесь среди его учеников был Луис Эррера де ла Фуэнте), затем в 1934—1938 гг. возглавлял Национальную консерваторию, основал при консерватории недолго просуществовавший Национальный симфонический оркестр, исполнявший преимущественно произведения новейших отечественных композиторов.
Автор оперы «Эдит», нескольких симфоний и Мексиканской сюиты (1915) для оркестра, хоровых сочинений. Выступал также как музыкальный критик.